# Level of detail
Pour les articles homonymes, voir Lod.
 (août 2008).
Si vous disposez d'ouvrages ou d'articles de référence ou si vous connaissez des sites web de qualité traitant du thème abordé ici, merci de compléter l'article en donnant les références utiles à sa vérifiabilité et en les liant à la section « Notes et références ».

Le level of detail (en français, « niveau de détail »), généralement abrégé LOD, est une technique utilisée dans la modélisation 3D temps réel (principalement dans le jeu vidéo), qui définit un niveau de détail d'un objet, parmi plusieurs prédéfinis, suivant la taille qu'il aura à l'écran.

## Principe
Aujourd'hui, la modélisation 3D en temps réel possède un potentiel technique important limité par les contraintes de calculs des processeurs graphiques[réf. souhaitée]. Le nombre de calculs nécessaires augmente avec le nombre de faces et les effets de texture affectés à ces faces. Lorsqu'un objet ne fait plus que quelques pixels à l'écran, lorsque l'objet a rétréci, soit par éloignement, soit pour une autre raison de modification de taille à l'écran, l'utilisateur ne pourra plus distinguer l'ensemble des détails. Une version simplifiée du modèle permet de conserver un aspect similaire tout en réduisant la somme des calculs nécessaires à sa représentation.
| Image         | Une sphère comportant 5 000 points donne un aspect plus rond. | Une version comportant 2 900 points. | Version comportant 1 600 points. | Environ 700 points. | Version comportant 150 points, parait moins sphérique à grande taille, mais la différence est moins visible sur de petites tailles. |
| Image réduite | Une sphère comportant 5 000 points donne un aspect plus rond. | Une version comportant 2 900 points. | Version comportant 1 600 points. | Environ 700 points. | Version comportant 150 points, parait moins sphérique à grande taille, mais la différence est moins visible sur de petites tailles. |
| Vecteurs      | ~5 500                                                        | ~2 880                               | ~1 580                           | ~670                | 140 |
| Notes         | Détails maximums, pour affichage en grande taille.            |                                      |                                  |                     | Détails minimums, pour affichage de petite taille.                                                                                  |

## Limites
Cette évolution de la complexité se fait en temps réel. Il va donc falloir déterminer à quelle distance tel ou tel modèle appliquera un certain détail. D'autre part, la transition d'un modèle peu complexe à un modèle très complexe (et vice versa) doit être relativement discrète et perçue le moins possible à l'œil.